# Onthophagus onthochromus
Onthophagus onthochromus là một loài bọ cánh cứng trong họ Bọ hung (Scarabaeidae).